# A Modest Hero
A Modest Hero er en amerikansk stumfilm fra 1913 af Dell Henderson.

## Medvirkende
- Walter Miller
- Lillian Gish
- Charles Hill Mailes
- John T. Dillon
- Charles West